# Fauske Station
Fauske Station (Fauske stasjon) er en jernbanestation på Nordlandsbanen, der ligger i byen Fauske i Norge. Stationen består af flere spor, to perroner og en stationsbygning med café, kiosk, ventesal og toilet. Der er bus til Narvik, Harstad, Sortland og Tromsø. Desuden er der en containerterminal på stationen.
Stationen åbnede 1. december 1958, da banen blev forlænget dertil fra Røkland. Den fungerede som endestation, indtil den foreløbigt sidste del af banen til Bodø åbnede 1. februar 1962. Containerterminalen kom til i 1979.
Stationsbygningen blev opført i 1953 efter tegninger af Øyvind Ramstad. Den toetages bygning er opført i pudset beton suppleret med marmorplader fra de nærliggende Ankerske gruber. Bygningen rummede oprindeligt ekspedition, ventesal, tjenesteboliger og overnatningsrum, mens en enetages tilbygning fungerede som restaurant. Tilbygningen huser nu Fauske Jernbanekafé, der er et populært spisested i byen. Pakhuset blev opført i 1953 efter tegninger af Arvid Sundby og I. Backer og er senere blevet udvidet. I 1958 blev der opført en ensporet remise efter tegninger af Arvid Sundby og R. Skjefstad, men den er nu forsvundet ligesom den tilhørende drejeskive.
En eventuel forlængelse af Nordlandsbanen i form af den flere gange drøftede Nord-Norgebanen vil sandsynligvis få udgangspunkt i Fauske.